# MewithoutYou
mewithoutYou (рус. ябезТебя) — американская инди-рок-группа из Филадельфии, штат Пенсильвания. Состоит из вокалиста Аарона Вайса, гитаристов Майкла Вайса и Брэндона Бивера, басиста Грега Еханиана и барабанщика Рики Мацотты. В музыке mewithoutYou преобладают разговорный вокал и играющие вне рамок каких-либо жанров гитары, басы и ударные.

## История
Изначально группа существовала как сайд-проект. Братья Вайс, Грег Еханиан и Кристофер Кляйнберг играли вместе в другом коллективе — The Operation — на счету которого на тот момент уже были две пластинки (There Is Hope for a Tree Cut Down (2001) и Invisible Man EP (1999)), но Аарон хотел создать новый проект ради экспериментов со звуком. При поддержке Рики Мацотты, Рэя Таддео и брата Майка, Аарон сформировал такую группу под вывеской mewithoutYou.
Группа выпустила первый мини-альбом (I Never Said That I Was Brave) в 2001 году и заключила контракт с лейблом Tooth & Nail Records после шоу на Cornerstone Festival в том же году. Примерно в это же время группу покинул Таддео и был принят бас-гитарист Дэниел Пишок. The Operation была расформирована. mewithoutYou дебютировали с полноформатным альбомом A→B Life в 2002 году. Внимание к группе пришло с альбомом Catch for Us the Foxes (2004), спродюсированным Брэдом Вудом (Smashing Pumpkins, Sunny Day Real Estate).
В декабре 2004 года Пишок ушёл из mewithoutYou, его место занял бывший фронтмен The Operation Грег Еханиан. В 2005 году коллектив получил премию mtvU «Left Field» (самый оригинальный артист) за «January 1979.» Их третий альбом Brother, Sister, вновь спродюсированный Вудом, увидел свет 26 сентября 2006. Кристофер Кляйнберг покинул группу в конце 2007 года ради карьеры в медицине, но уже летом следующего года вернулся и принял участие в гастрольном туре mewithoutYou 2008 года. Он также играл во время тура в поддержку It’s All Crazy! It’s All False! It’s All a Dream! It’s Alright в июне 2009 года.
В сентябре 2008 группа закончила запись своего четвёртого альбома, It’s All Crazy! It’s All False! It’s All a Dream! It’s Alright. Название взято из 518-й притчи Бава Мухайаддина «The Golden Words of a Sufi Sheikh»: «Всё — ложь, всё — иллюзия, всё — безумие, всё кончено, всё нормально, посмотрим, что будет дальше». Этот альбом лишился традиционного кричащего вокала Вайса — группа снизила уровень пост-хардкорного звучания, сменив риффы на аккорды пианино, гитар и арф. Альбом продюсировали Дэн Смит и Брайан Мактир; сведением занимался Брэд Вуд.
"Ten Stories" (2012), пятый альбом коллектива, был вдохновлен эссе американского прагматиста Уильяма Джемса, описывающим реально произошедшее крушение циркового поезда. Джемс пишет, что тигр решает остаться в клетке после аварии. Суть в том, что он был «институционализирован» и не сбежал в силу сложившейся привычки к неволе. Это показалось Аарону Вайсу настолько сильной метафорой, что он решил сделать крушение циркового поезда отправной точкой для всего альбома.
В 2015 году mewithoutYou представили новую пластинку «Pale Horses», на которой группа вернулась к тяжелому звучанию второго и третьего альбома. Тематически большая часть новых песен посвящена Апокалипсису и написана Аароном под впечатлением от смерти его отца. Иллюстрации, как и ко всем предыдущим альбомам группы, выполнил русский художник Василий Кафанов (правда, сама обложка - старый рисунок Кафанова 1978 года).

В качестве первого сингла с новой работы была выбрана «Red Cow». Со слов Аарона Вайса:
В каком-то смысле мы подняли знамя. Когда мы сменили направление на нашем четвертом альбоме, где преобладали акустические инструменты и фолк-саунд, мы боялись, что тем самым потеряли многих фанатов. Поэтому следующую пластинку мы сделали несколько тяжелее, пытаясь сказать: «Эй, ребята, мы не совсем «обмякли»!». И вот первым синглом с новой пластинки становится «Red Cow», песня, тяжелее которой мы ничего не писали уже много лет. Так что со своей стороны я поддержал это решение в духе: «Хэй, будет неплохо сообщить миру, что мы все еще умеем играть тяжелую музыку и не отказались от своих корней».
В 2016 году группа впервые посетила Россию, дав концерты в Москве и Мурманске. В Москве Аарон Вайс во время концерта прыгнул в толпу и сломал мизинец, однако, примотав палец тейпом к брошенной из зала ручке, продолжил концерт.
В Мурманске группа, не закончив выступление, была задержана представителями ФМС за неправильно оформленные визы, что, по мнению российских промоутеров, создало опасный прецедент для привоза зарубежных артистов.
В 2022 году группа распалась.

## Состав
Текущий
- Аарон Вайс — вокал, акустическая гитара, аккордеон, труба, клавишные, перкуссия
- Майкл Вайс — гитара, клавишные, бэк-вокал
- Грег Еханиан — бас-гитара, бэк-вокал
- Рики Мацотта — ударные
- Брэндон Бивер — гитара, бэк-вокал

Бывшие участники
- Кристофер Кляйнберг — гитара
- Рэй Таддео — гитара
- Дэниел Пишок — бас-гитара, клавишные, бэк-вокал
- Стивен Смокер — бас-гитара

Сессионные музыканты
- Тимбр Керпке — арфа
- Лорин Пикок — пианино
- Мэтт Чепин — труба
- Дерек Пакетт — тромбон
- Ким Тайс — аккордеон

## Дискография
Альбомы
- (A→B) Life (2002)
- Catch for Us the Foxes (2004)
- Brother, Sister (2006)
- It’s All Crazy! It’s All False! It’s All a Dream! It’s Alright (2009)
- Ten Stories (2012)
- Pale Horses (2015)
- [Untitled] (2018)

Мини-альбомы
- Blood Enough for Us All (2000)
- I Never Said That I Was Brave (2001)

Винил
- Norma Jean / mewithoutYou (2002)
- A→B Life (2002)
- Catch for Us the Foxes (2004)
- Brother, Sister (2006)
- Nice and Blue (Pt. Two) (2007)
- It’s All Crazy! It’s All False! It’s All a Dream! It’s Alright (2009)

## Оборудование
Электрогитары
- Gibson Custom Les Paul Goldtop
- Fender American Telecaster, Sunburst
- Fender Standard Stratocaster, Pink
- Rickenbacker 360, Fireglo

Бас
- Fender Jazz Bass

Гитарные эффекты
Майкл
- Dunlop crybaby Jimi Hendrix model
- Line 6 DL4 Delay x2
- Electro-Harmonix Small Clone Analog Chorus
- Demeter TRM-1 Tremulator
- Fulltone Fulldrive II MOSFET
- Boss RV-5 Reverb
- Rocktron HUSH Noise Reduction Pedal

Грег
- BOSS RC-2 Loop Station
- Maxon OD-9
- BOSS DD-3 Digital Delay
- BOSS CS-3 Compression/Sustainer

Перкуссия
- C & C Drums
- Meinl Byzance Heavy Hi-Hat Traditional 14"
- Meinl Byzance Medium Thin Crash Traditional 19"
- Meinl Byzance Medium Ride Traditional 21"

## Видеография
| Видео                              | Альбом                                                         | Режиссёр                         |
| ---------------------------------- | -------------------------------------------------------------- | -------------------------------- |
| «Bullet to Binary»                 | A→B Life                                                       | Шон Дрейк                        |
| «January 1979»                     | Catch for Us the Foxes                                         | Шон Дрейк                        |
| «Disaster Tourism»                 | Catch for Us the Foxes                                         | Кейси МакБрайд и Даниэль Дэвисон |
| «Leaf»                             | Catch for Us the Foxes                                         | Джош Бендер                      |
| «Paper Hanger»                     | Catch for Us the Foxes                                         | Лекс Хэлаби                      |
| «Nice and Blue, Pt. 2»             | Brother, Sister                                                | Шон Дрейк                        |
| «The Fox, the Crow and the Cookie» | It’s All Crazy! It’s All False! It’s All a Dream! It’s Alright | Дэвид Белл и Эми Карриган        |